# Mirador (Maranhão)
Mirador é um município brasileiro do estado do Maranhão. Localiza-se a uma latitude 06º22'15" sul e a uma longitude 44º21'47" oeste, estando a uma altitude de 186 metros. Sua população estimada em 2022 foi de 21.030 habitantes. Possui uma área de 8.521,081 km².
Foi na cidade de Mirador que nasceu o ex-senador da República e ex-governador do estado Maranhão Edison Lobão, que cresceu e viveu na região do povoado Conceição, onde há uma escola estadual que leva o nome de sua mãe "Orsina Lobão". Ainda jovem, se deslocou à cidade de Floriano em busca de melhorias na formação estudantil e posteriormente fixou residência em Brasília, onde trabalhou como jornalista, ingressou na vida política e então retornou ao Maranhão. Pertencente a tradicional família, seu avô Aristides Lobão chegou a Mirador em 1877, tendo sido, do final do século 19 até por volta dos anos de 1920, a maior autoridade política do município, exercendo as funções de deputado provincial, coronel, vereador, intendente municipal e outros cargos de natureza local, funções que também, pelo menos algumas, foram exercidas pelo seu filho Newton Barjonas Lobão, pai do ex-governador Lobão.    
Mirador é o 4° maior município do Maranhão em extensão territorial.

## História
Na Regência do Príncipe Pedro I, iniciou-se o devassamento do território, com a vinda de portugueses, estabelecidos em Pastos Bons , que, desejosos de alargar suas propriedades, fixaram-se num planalto próximo às barrancas do rio Itapecuru por volta do ano de 1820 a 1830. Supostamente, o primeiro nome dado à povoação foi Serra do Itapecuru, denominação posteriormente alterada para Mirador.
Os desbravadores, tendo boa situação econômica, em curto espaço de tempo desenvolveram a povoação, cultivando cana-de-açúcar e algodão e explorando a pecuária. Deve-se ressaltar a valiosa colaboração do elemento negro no desbravamento do território. Além disso, a fundação de Mirador é fruto de atritos políticos dos partidos da época, que na vizinha Pastos Bons passaram a ter, de modo que homens como Antônio Carneiro da Silva Oliveira e Luiz Gonzaga de Souza, desertaram a política pastobonense e se instalaram em Mirador, quando definitivamente foi alçada à condição de vila no dia 11 de julho de 1870, ano de sua fundação política, passando a desfrutar de todas a prerrogativas políticas e administrativas inerentes às povoações da época, mantendo-se assim até os dias atuais. 
Em 1839, a povoação foi tomada pelos balaios, que após seguiram em diante e invadiram a vila de Pastos Bons. Os moradores transferiram-se para as margens do rio Itapecuru; local onde hoje se encontra a cidade, de onde continuaram a trabalhar, na tentativa de fazer a nova povoação crescer.
Quando houve a mudança da povoação, existia um pequeno comerciante, estabelecido na margem esquerda do rio Itapecuru que, ao receber dinheiro dos fregueses, era obrigado a olhar bem de perto, por ser míope, razão por que era conhecido por todos como Velho Mirador; daí, a origem do topônimo. Tal fato se insere apenas na oralidade, faltando provas históricas materiais para comprovar essa afirmação.
Na eleição municipal de 2020, Mirador elegeu sua primeira prefeita da história, Maria Domingas Gomes Cabral Santana, filha do ex-prefeito Pedro Gomes Cabral.

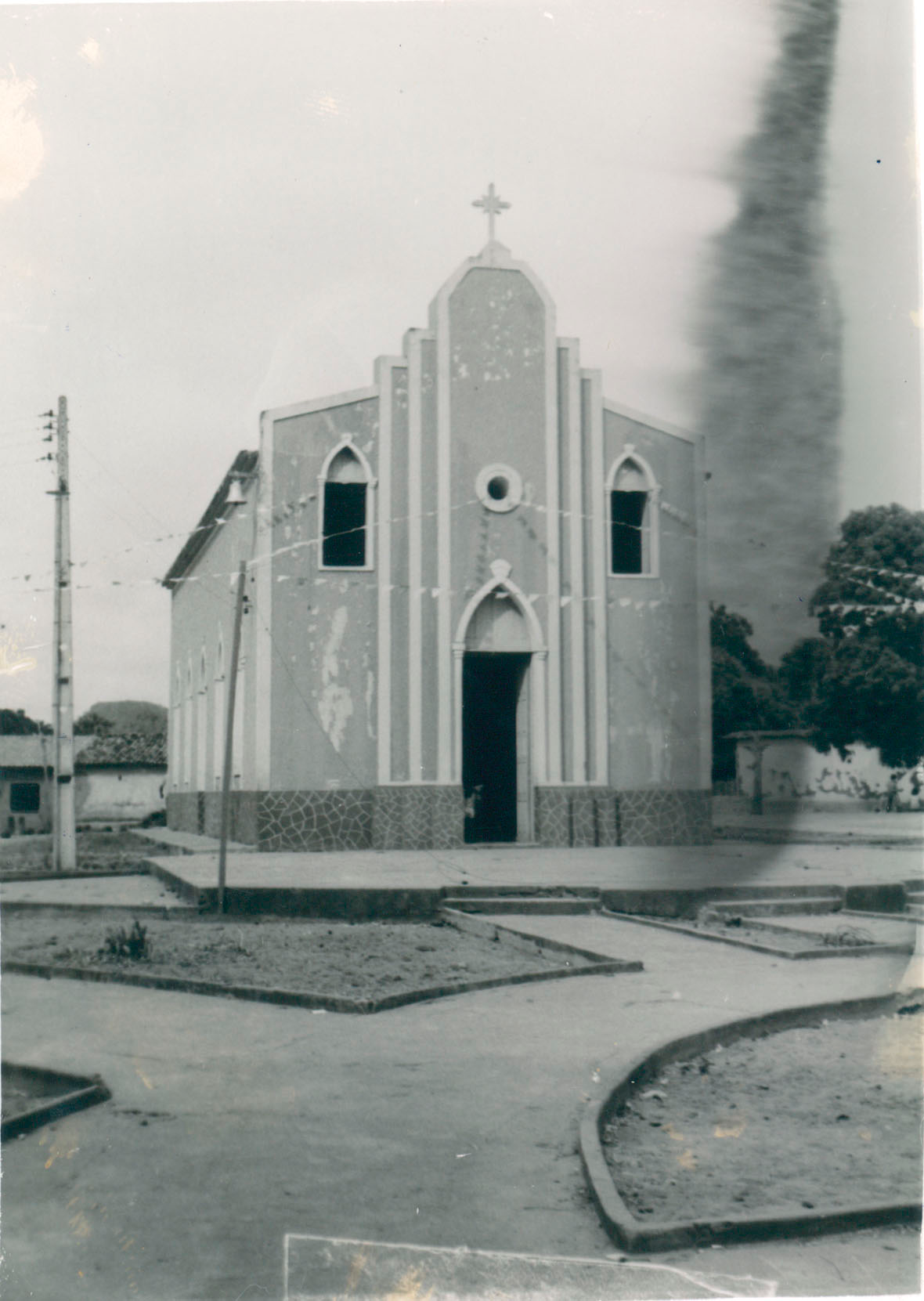

## Formação Administrativa
Elevado à categoria de vila com a denominação de Pastos Bons, pela leis provinciais n.º 386, de 30 de junho de 1855 e nº 575 de 11 de julho 1860. Depois pela lei nº 625, de 27 de setembro de 1861, a vila é extinta. Elevado novamente à categoria de município com a denominação de Mirador pela lei nº 898, de 11 de julho 1870. Sob a mesma lei transfere a vila de Pastos Bons para a povoação de Mirador. Pela lei provincial nº 1176, de 17 de junho 1878, é criada a freguesia de São Bento de Mirador, estabelecendo os limites dos distritos de Mirador e Pastos Bons. 
Em divisão administrativa referente ao ano de 1911, o município é constituído distrito sede, tendo assim permanecido em divisões territoriais datadas de 31-XII-1936 e 31-XII 1937. Após, a lei estadual nº 269, de 31-12-1948, é criado o distrito de Ibipira e anexado ao município de Mirador.
Em divisão territorial datada de 1-VII-1960, o município é constituído de 2 distritos: Mirador e Ibipira, assim permanecendo em divisão territorial datada de 2005. 
Transferência de sede Pastos Bons para Mirador alterado pela lei nº 898, de 11-07-1870.
Atualmente os principais povoados são, Cocos do Eliodoro, que é o maior, Ibipira, Conceição, Liso, Sanharó, São João, Mosquito, etc.

## Parque Estadual de Mirador
Por meio do decreto estadual n° 7.641 de 04 de junho de 1980 foi criado o Parque Estadual de Mirador. Segundo decreto em comento, a área de abrangência do Parque de Mirador é de 766.781,00 ha (setecentos e sessenta e seis mil, setecentos e oitenta e um hectares), fazendo limite com alguns municípios do sul do Estado maranhense. Houve uma crescente preocupação na criação desta Unidade de Conservação Ambiental, tendo em vista que existe ativamente o desenvolvimento da atividade agropecuária na região, grande exemplo disso é a empresa Agro Serra, que desenvolve a atividade de plantio de cana-de-açúcar, localizada na cidade de São Raimundo das Mangabeiras, região limítrofe do Parque. Essa preocupação, que teve como principal protagonista o ambientalista Paulo de Tarso, residente em Mirador, acabou por culminar no reconhecimento do dever de preservação da área onde fica localizado a nascente do maior e mais importante rio do Estado do Maranhão, o Itapecuru, que é afluído pelo Rio Alpercatas.

## Prefeitos[7]
Em 15 de março de 1937 tem-se a primeira eleição municipal, disputando-lhe Antônio Borba Magalhães e o poeta Fran Teixeira, vencendo este último.
- 1937-1939 - Fran Teixeira;
- 1940-1942 - Paulo Cunha (nomeado);
- 1942-1945 - Geraldo Sodré Campos (nomeado);

Após este período, os prefeitos eleitos pelo sufrágio universal foram:
- 1945-1949 - Joaquim Bezerra Neto;
- 1950-1953 - Raimundo Gonzaga Cavalcante (não terminou o mandato. Assim, Osterson Antônio de Souza, Egídio Borba e Francisco Luís da Fonseca ocuparam o posto até nova eleição);
- 1954-1960 - Firmino Galvão Sousa Lima;
- 1960-1965 - Simeão de Sá Brandão;
- 1965-1970 - Raimundo Borba Galvão;
- 1970-1973 - Francisco Luís da Fonseca;
- 1974-1977 - Simeão de Sá Brandão;
- 1978-1982 - Raimundo Borba Galvão
- 1982-1983 - José Heremitas Gomes (Vice-Prefeito que assumiu o cargo);
- 1983-1986 - Geraldo Pereira de Sá;
- 1987-1990 - Pedro Gomes Cabral;
- 1991-1995 - Geraldo Pereira de Sá;
- 1995-1996 - José Armando Galvão;
- 1997-2000 - Dr. Vicente de Paula;
- 2001-2008 - Pedro Gomes Cabral;
- 2009-2016 - Joacyr Barros;
- 2017-2020 - Rony Sousa;
- 2021-presente - Domingas Cabral.